# Bundestagswahlkreis Recklinghausen II
Der Bundestagswahlkreis Recklinghausen II (Wahlkreis 121; bis zur Bundestagswahl 2021 Wahlkreis 122) liegt in Nordrhein-Westfalen und umfasst die Städte Marl, Datteln, Haltern am See, Herten und Oer-Erkenschwick aus dem Kreis Recklinghausen.

## Wahlkreisgeschichte
| Wahl      | Wahlkreisname                   | Gebiet |
| --------- | ------------------------------- | --- |
| 1949      | 41 Recklinghausen-Land          | Kreis Recklinghausen |
| 1953–1961 | 100 Recklinghausen-Land         | Kreis Recklinghausen |
| 1965–1976 | 99 Recklinghausen-Land          | Vom Kreis Recklinghausen die Gemeinden Marl, Dorsten, Herten, Westerholt und Kirchhellen                                                                 |
| 1980–1987 | 92 Recklinghausen II            | Vom Kreis Recklinghausen die Gemeinden Marl, Dorsten, Datteln, Haltern und Oer-Erkenschwick                                                              |
| 1990–1994 | 92 Recklinghausen II – Borken I | Vom Kreis Recklinghausen die Gemeinden Marl, Dorsten, Datteln, Haltern und Oer-Erkenschwick sowie vom Kreis Borken die Gemeinden Heiden und Reken        |
| 1998      | 92 Recklinghausen II – Borken I | Vom Kreis Recklinghausen die Gemeinden Marl, Dorsten, Datteln, Haltern, Oer-Erkenschwick sowie vom Kreis Borken die Gemeinden Heiden, Reken und Raesfeld |
| 2002–2009 | 123 Recklinghausen II           | Vom Kreis Recklinghausen die Gemeinden Marl, Datteln, Haltern, Herten und Oer-Erkenschwick                                                               |
| 2013–2021 | 122 Recklinghausen II           | Vom Kreis Recklinghausen die Gemeinden Marl, Datteln, Haltern, Herten und Oer-Erkenschwick                                                               |
| 2025–     | 121 Recklinghausen II           | Vom Kreis Recklinghausen die Gemeinden Marl, Datteln, Haltern, Herten und Oer-Erkenschwick                                                               |

## Wahlkreisabgeordnete
| Wahl | Abgeordneter | Abgeordneter              | Partei | Stimmen in % |
| ---- | ------------ | ------------------------- | ------ | ------------ |
| 1949 |              | Anton Hoppe               | CDU    | 38,1         |
| 1953 |              | Friedrich Wilhelm Willeke | CDU    | 54,3         |
| 1957 | 55,7         | Friedrich Wilhelm Willeke | CDU    |              |
| 1961 | 48,8         | Friedrich Wilhelm Willeke | CDU    |              |
| 1965 |              | Günther Eckerland         | SPD    | 47,1         |
| 1969 | 51,2         | Günther Eckerland         | SPD    |              |
| 1972 | 58,3         | Günther Eckerland         | SPD    |              |
| 1976 |              | Ulrich Steger             | SPD    | 53,5         |
| 1980 | 54,4         | Ulrich Steger             | SPD    |              |
| 1983 | 50,6         | Ulrich Steger             | SPD    |              |
| 1987 |              | Horst Niggemeier          | SPD    | 50,6         |
| 1990 | 47,6         | Horst Niggemeier          | SPD    |              |
| 1994 |              | Waltraud Lehn             | SPD    | 48,8         |
| 1998 | 54,1         | Waltraud Lehn             | SPD    |              |
| 2002 | 56,6         | Waltraud Lehn             | SPD    |              |
| 2005 | 55,0         | Waltraud Lehn             | SPD    |              |
| 2009 |              | Michael Groß              | SPD    | 42,6         |
| 2013 | 45,7         | Michael Groß              | SPD    |              |
| 2017 | 41,1         | Michael Groß              | SPD    |              |
| 2021 |              | Brian Nickholz            | SPD    | 37,4         |
| 2025 |              | Lars Ehm                  | CDU    | 31,6         |

## Wahlergebnisse

### Bundestagswahl 2025
| Kandidaten                                             | Kandidaten            | Parteien/Listen       | Erststimmen | Erststimmen | Zweitstimmen | Zweitstimmen |
| Kandidaten                                             | Kandidaten            | Parteien/Listen       | Stimmen     | %           | Stimmen      | %            |
| ------------------------------------------------------ | --------------------- | --------------------- | ----------- | ----------- | ------------ | ------------ |
|                                                        | Brian Nickholz        | SPD                   | 42.454      | 29,0        | 34.273       | 23,4         |
|                                                        | Lars Ehmgewählt im WK | CDU                   | 46.217      | 31,6        | 42.173       | 28,8         |
|                                                        | Robin Conrad          | Bündnis 90/Die Grünen | 10.574      | 7,2         | 12.821       | 8,7          |
|                                                        | Tom-Jonas Roehl       | FDP                   | 3.419       | 2,3         | 5.171        | 3,5          |
|                                                        | Carsten Hempel        | AfD                   | 30.367      | 20,8        | 30.724       | 21,0         |
|                                                        | Sandra Bücken-Kramps  | Die Linke             | 8.501       | 5,8         | 9.721        | 6,6          |
|                                                        | Martin Mersmann       | Freie Wähler          | 1.891       | 1,3         | 790          | 0,5          |
|                                                        | –                     | Tierschutzpartei      | –           | –           | 2.277        | 1,6          |
|                                                        | –                     | dieBasis              | –           | –           | 261          | 0,2          |
|                                                        | –                     | Die PARTEI            | –           | –           | 742          | 0,5          |
|                                                        | –                     | Todenhöfer            | –           | –           | 315          | 0,2          |
|                                                        | –                     | Volt                  | –           | –           | 645          | 0,4          |
|                                                        | Sabine Leopold        | MLPD                  | 357         | 0,2         | 100          | 0,1          |
|                                                        | –                     | PdF                   | –           | –           | 244          | 0,2          |
|                                                        | Sascha Klewitz        | Bündnis Deutschland   | 644         | 0,4         | 266          | 0,2          |
|                                                        | –                     | BSW                   | –           | –           | 5.908        | 4,0          |
|                                                        | –                     | MERA25                | –           | –           | 57           | 0,0          |
|                                                        | –                     | WerteUnion            | –           | –           | 79           | 0,1          |
|                                                        | Julia Bachmann        | Einzelbewerber        | 1.732       | 1,2         | –            | –            |
| Gesamt                                                 | Gesamt                | Gesamt                | 146.156     | 100         | 146.567      | 100          |
|                                                        |                       |                       |             |             |              |              |
| Ungültige Stimmen                                      | Ungültige Stimmen     | Ungültige Stimmen     | 1.306       | 0,9         | 895          | 0,6          |
| Wähler                                                 | Wähler                | Wähler                | 147.462     | 80,8        | 147.462      | 80,8         |
| Wahlberechtigte                                        | Wahlberechtigte       | Wahlberechtigte       | 182.424     |             | 182.424      |              |
|                                                        |                       |                       |             |             |              |              |
| Quellen: Die Bundeswahlleiterin, Kandidaten – Ergebnis |                       |                       |             |             |              |              |

### Bundestagswahl 2021
| Kandidaten                                            | Kandidaten                  | Parteien/Listen      | Erststimmen | Erststimmen | Zweitstimmen | Zweitstimmen |
| Kandidaten                                            | Kandidaten                  | Parteien/Listen      | Stimmen     | %           | Stimmen      | %            |
| ----------------------------------------------------- | --------------------------- | -------------------- | ----------- | ----------- | ------------ | ------------ |
|                                                       | Lars Ehm                    | CDU                  | 38.325      | 28,1        | 33.610       | 24,6         |
|                                                       | Brian Nickholzgewählt im WK | SPD                  | 51.050      | 37,4        | 48.563       | 35,5         |
|                                                       | Robert Heinze               | FDP                  | 11.283      | 8,3         | 13.571       | 9,9          |
|                                                       | Bernard Keber               | AfD                  | 13.108      | 9,6         | 12.522       | 9,2          |
|                                                       | Robin Conrad                | GRÜNE                | 14.836      | 10,9        | 15.627       | 11,4         |
|                                                       | Ulrike Eifler               | DIE LINKE            | 3.881       | 2,8         | 4.084        | 3,0          |
|                                                       | Angelia Sara-Marie Klementz | Die PARTEI           | 3.509       | 2,6         | 1.555        | 1,1          |
|                                                       | –                           | Tierschutzpartei     | –           | –           | 2.368        | 1,7          |
|                                                       | –                           | PIRATEN              | –           | –           | 548          | 0,4          |
|                                                       | –                           | FREIE WÄHLER         | –           | –           | 634          | 0,5          |
|                                                       | –                           | NPD                  | –           | –           | 170          | 0,1          |
|                                                       | –                           | ÖDP                  | –           | –           | 72           | 0,1          |
|                                                       | –                           | V-Partei³            | –           | –           | 91           | 0,1          |
|                                                       | –                           | Gesundheitsforschung | –           | –           | 217          | 0,2          |
|                                                       | Sabine Leopold              | MLPD                 | 215         | 0,2         | 81           | 0,1          |
|                                                       | –                           | Die Humanisten       | –           | –           | 79           | 0,1          |
|                                                       | Detlev Beyer-Peters         | DKP                  | 167         | 0,1         | 29           | 0,0          |
|                                                       | –                           | SGP                  | –           | –           | 10           | 0,0          |
|                                                       | –                           | dieBasis             | –           | –           | 1.093        | 0,8          |
|                                                       | –                           | Bündnis C            | –           | –           | 62           | 0,0          |
|                                                       | –                           | du.                  | –           | –           | 56           | 0,0          |
|                                                       | –                           | LIEBE                | –           | –           | 207          | 0,2          |
|                                                       | –                           | LKR                  | –           | –           | 32           | 0,0          |
|                                                       | –                           | PdF                  | –           | –           | 44           | 0,0          |
|                                                       | –                           | LfK                  | –           | –           | 117          | 0,1          |
|                                                       | –                           | Team Todenhöfer      | –           | –           | 1.094        | 0,8          |
|                                                       | –                           | Volt                 | –           | –           | 202          | 0,1          |
| Gesamt                                                | Gesamt                      | Gesamt               | 136.374     | 100         | 136.738      | 100          |
|                                                       |                             |                      |             |             |              |              |
| Ungültige Stimmen                                     | Ungültige Stimmen           | Ungültige Stimmen    | 1.467       | 1,1         | 1.103        | 0,8          |
| Wähler                                                | Wähler                      | Wähler               | 137.841     | 73,9        | 137.841      | 73,9         |
| Wahlberechtigte                                       | Wahlberechtigte             | Wahlberechtigte      | 186.413     |             | 186.413      |              |
|                                                       |                             |                      |             |             |              |              |
| Quellen: Die Bundeswahlleiterin, Kandidaten – Stimmen |                             |                      |             |             |              |              |

### Bundestagswahl 2017
Amtliches Ergebnis der Bundestagswahl 2017:
| Direktkandidat       | Partei    | Erststimmen | Zweitstimmen |
| -------------------- | --------- | ----------- | ------------ |
| Rita Stockhofe       | CDU       | 34,5 %      | 29,4 %       |
| Michael Groß         | SPD       | 41,1 %      | 31,7 %       |
| –                    | AfD       | –           | 12,5 %       |
| Andres Schützendübel | FDP       | 10,2 %      | 10,6 %       |
| Petra Willemsen      | Die Linke | 8,4 %       | 6,6 %        |
| Rita Magdalena Nowak | GRÜNE     | 4,7 %       | 5,2 %        |
|                      | Sonstige  | 1,0 %       | 4,1 %        |

### Bundestagswahl 2013
Amtliches Ergebnis der Bundestagswahl 2013:
| Direktkandidat       | Partei                | Erststimmen in % | Zweitstimmen in % |
| -------------------- | --------------------- | ---------------- | ----------------- |
| Rita Stockhofe       | CDU                   | 36,5 %           | 34,7 %            |
| Michael Groß         | SPD                   | 45,7 %           | 40,1 %            |
| Mirjam Forszpaniak   | FDP                   | 1,6 %            | 3,5 %             |
| Maaike Amalie Thomas | Bündnis 90/Die Grünen | 5,0 %            | 5,8 %             |
| Bärbel Beuermann     | Die Linke.            | 5,6 %            | 6,3 %             |
| Birsen Freund        | PIRATEN               | 2,8 %            | 2,3 %             |
|                      | Sonstige              | 2,8 %            | 7,3 %             |

### Bundestagswahl 2009
| Direktkandidat            | Partei     | Erststimmen | Zweitstimmen |
| ------------------------- | ---------- | ----------- | ------------ |
| Michael Groß              | SPD        | 42,6 %      | 36,8 %       |
| Astrid Timmermann-Fechter | CDU        | 31,8 %      | 29,1 %       |
| Albrecht Moslehner        | FDP        | 7,7 %       | 11,0 %       |
| Siegfried Schönfeld       | GRÜNE      | 6,2 %       | 7,4 %        |
| Bernd Michael Hübner      | Die Linke. | 10,0 %      | 10,5 %       |
| Jacqueline Kasper         | NPD        | 1,6 %       | 1,1 %        |
| Paul Schlesinger          | MLPD       | 0,1 %       | 0,1 %        |
| –                         | PIRATEN    | –           | 1,6 %        |
| Sonstige                  | Sonstige   | –           | 2,3 %        |